# کفرون
کفرون (به عربی: کفرون) یک منطقهٔ مسکونی در سوریه است که در استان طرطوس واقع شده‌است.

## خصوصیات
کفرون ۲٬۱۱۵ نفر جمعیت دارد و ۵۵۰ متر بالاتر از سطح دریا واقع شده‌است.